# Santoña
Santoña település Spanyolországban, Kantábria autonóm közösségben. Santoña Noja, Argoños, Escalante és Laredo községekkel határos. Lakosainak száma 10 916 fő (2024).

## Népesség
A település népessége az elmúlt években az alábbi módon változott:
| Lakosok száma | 11 567 | 11 521 | 11 574 | 11 569 | 11 451 | 11 222 | 11 004 | 11 024 | 10 857 | 10 916 |
|               | 2001   | 2004   | 2007   | 2009   | 2012   | 2014   | 2017   | 2019   | 2022   | 2024   |